# 颱風飛燕 (2006年)
颱風飛燕（英語：Typhoon Chebi；國際編號：0620；聯合颱風警報中心：23W；菲律賓大氣地球物理和天文管理局：Queenie），是2006年太平洋颱風季的一個熱帶氣旋。飛燕是由南韓所提供的名字，常於南韓的春天出現，是一種體積細小、翼長和尾部呈叉形的燕子，它的主要食糧是昆蟲。

## 發展經過和移動
在11月9日，一熱帶低氣壓於菲律賓之東形成，並向西移動。同日晚上日本氣象廳將它升格為熱帶風暴，並將它命名為飛燕。
其後飛燕在高海水溫度、垂直風切變微弱、高空輻散良好的大氣環境下爆發性增強，在11月10日上午增強至相當於薩菲爾-辛普森颶風等級之四級颱風。飛燕用了24小時便從熱帶低氣壓增強成四級颱風，是2006年太平洋颱風季中增強得最快的熱帶氣旋。
飛燕在11月11日早上8時登陸菲律賓呂宋島奧羅拉省，登陸點和兩週前的颱風西馬侖相若。
飛燕隨後橫過菲律賓，進入南海中部，並逐漸減弱，最終於11月14日在海南島東南海域減弱為低壓區，並消散於海上。

## 影響

### 菲律賓
飛燕在11月11日清晨登陸呂宋島的奧羅拉省。菲律賓大氣地球物理和天文管理局（PAGASA）對奧羅拉省(Aurora)、季里諾省(Quirino)和伊莎貝拉省(Isabela)發出了最高級別的4號熱帶氣旋警告，是兩星期內第二次發出此信號。

## 外部連結
- （英文）https://web.archive.org/web/20090826230250/http://metocph.nmci.navy.mil/jtwc.php 聯合颱風警報中心首頁
- （繁體中文）http://www.cwb.gov.tw （页面存档备份，存于） 中央氣象局首頁
- （日語）http://www.jma.go.jp/jma/index.html （页面存档备份，存于） 日本氣象廳首頁
- （英文）http://www.pagasa.dost.gov.ph/ （页面存档备份，存于） 菲律賓大氣地球物理和天文管理局首頁
- （繁體中文）http://www.hko.gov.hk （页面存档备份，存于） 香港天文台首頁
- （繁體中文）http://www.smg.gov.mo （页面存档备份，存于） 澳門地球物理暨氣象局首頁